# Bäst of
Bäst of (с нем. — «Лучшёе») — сборник лучших песен немецкой панк-рок группы Die Ärzte 2006 года, содержащий все синглы, вышедшие в период с 1993 по 2004 года, а также их лучшие стороны «Б». Все композиции подверглись ремастерингу на LXK Studios в Мюнхене. Альбом был выпущен на компакт-дисках и виниле, упакован в металлический бокс. Сборник занял первое место в немецком альбомном чарте, продержавшись там в общей сложности 94 недели.

## Обложка и издание
Сборник упакован в металлический бокс, который содержит два разноцветных конверта с CD, а также 36 страничный буклет с фотографиями, текстами песен и дополнительной информацией. Изначально, порядок содержимого металлической упаковки сделан следующим образом: буклет лежит сверху (лицевая сторона - красного цвета, оборот - зелёного), следом за ним конверт с первым диском (белый, оборот - жёлтый), далее конверт со вторым диском (чёрный, оборот - синий). Прорези в виде логотипа группы на крышке бокса сделаны таким образом, что меняя местами буклет и конверты, можно изменять цвет обложки.

## Список композиций
CD 1 - Alle Singles seit 1993 (все синглы, начиная с 1993 года)
1. «Schrei nach Liebe» (Felsenheimer/Urlaub) — 4:12
2. «Mach die Augen zu» (Urlaub) — 3:58
3. «Friedenspanzer» (Single-Version) (Gonzalez, Felsenheimer) — 3:58
4. «Quark» (Album-Version) (Urlaub) — 2:45
5. «Kopfüber in die Hölle/Revolution» (Single-Version "Revolution '94") (Urlaub) — 2:59
6. «Schunder-Song»  (Single-Version) (Urlaub) — 2:58
7. «Hurra» (Single-Version) (Urlaub) — 3:26
8. «3-Tage-Bart» (Felsenheimer, Urlaub/Urlaub) — 3:02
9. «Mein Baby war beim Frisör» (Urlaub) — 2:15
10. «Männer sind Schweine» (Single-Version) (Urlaub) — 4:27
11. «Goldenes Handwerk» (Felsenheimer) — 3:34
12. «1/2 Lovesong» (Gonzalez/Felsenheimer, Gonzalez) — 3:52
13. «Rebell» (Urlaub) – 3:51
14. «Elke» (live, Single-Version) (Urlaub) — 3:37
15. «Wie es geht» (Single-Version) (Urlaub) — 3:42
16. «Manchmal haben Frauen...» (Felsenheimer) — 4:13
17. «Yoko Ono» (Album-Version) (Urlaub) — 0:30
18. «Rock'n'Roll-Übermensch» (Single-Version) (Gonzalez, Felsenheimer) — 3:54
19. «Komm zurück (unplugged)» (Urlaub/Urlaub) — 3:28
20. «Die Banane (unplugged)» (Felsenheimer, Gonzalez/Felsenheimer) — 4:59
21. «Unrockbar» (Single-Version) (Urlaub) – 3:44
22. «Dinge von denen» (Gonzalez/Gonzalez, Blitz) — 3:54
23. «Nichts in der Welt» (Urlaub) — 3:50
24. «Deine Schuld» (Urlaub) — 3:35
25. «Die klügsten Männer der Welt» (Felsenheimer) — 3:58

CD 2 - B-Seiten (стороны «Б»)
1. «Wahre Liebe» (Gonzalez, Felsenheimer, Urlaub) — 3:12
2. «Punkrockgirl» (Original-Version) (Felsenheimer) — 1:50
3. «Stick It Out/What's the Ugliest Part of Your Body» (Frank Zappa) — 3:08
4. «Regierung» (Felsenheimer, Urlaub) — 2:30
5. «Sex Me, Baby» (Gonzalez/Gonzalez, Felsenheimer) — 2:51
6. «Warrumska» (Urlaub) — 3:50
7. «Saufen» (Urlaub) — 3:47
8. «Ein Lächeln (für jeden Tag deines Lebens)» (Felsenheimer, Gonzalez, Urlaub) — 4:21
9. «Wunderbare Welt des Farin U.» (Urlaub) — 2:49
10. «Rod Army» (Gonzalez/Felsenheimer) — 2:49
11. «Ein Lied über Zensur» (Urlaub/Felsenheimer, Urlaub) — 3:19
12. «Schlimm» (Felsenheimer) — 3:33
13. «Danke für jeden guten Morgen» (Martin Gotthard Schneider) — 2:42
14. «Punk ist...» (Götz Alsmann Band feat. Die Ärzte) (Felsenheimer) — 3:22
15. «Backpfeifengesicht» (Urlaub) — 2:23
16. «Alles für dich» (Urlaub) — 4:09
17. «Die Instrumente des Orchesters» (Urlaub) — 2:36
18. «Kpt. Blaubär» (Extended Version) (Urlaub, Felsenheimer, Gonzalez) — 4:14
19. «Rettet die Wale» (Urlaub) — 1:48
20. «Die Welt ist schlecht» (Felsenheimer, Urlaub/Felsenheimer) — 3:39
21. «Kontovollmacht...» (Felsenheimer) — 4:37
22. «Aus dem Tagebuch eines Amokläufers» (Urlaub) — 2:35
23. «Biergourmet» (unplugged) (die ärzte/Felsenheimer) — 1:54
24. «Frank'n'stein» (Syllable-Jive-Version) (Felsenheimer) — 2:31
25. «Zusamm'fassung» (Extended 1-13) (Gonzalez, Felsenheimer, Urlaub) — 14:38

## Информация о песнях

### Синглы
- Треки 1-5 с альбома Die Bestie in Menschengestalt
- Треки 6, 7 с альбома Planet Punk
- Треки 8, 9 с альбома Le Frisur
- Треки 10-13 с альбома 13
- Трек 14 с альбома Wir wollen nur deine Seele
- Треки 15-18 с альбома Runter mit den Spendierhosen, Unsichtbarer!
- Треки 19, 20 с альбома Rock'n'Roll Realschule
- Треки 21-25 с альбома Geräusch

### Стороны «Б»
- Треки 1, 2 с сингла Mach die Augen zu
- Трек 3 с сингла Friedenspanzer
- Трек 4 с сингла Ein Song namens Schunder
- Треки 5, 6 с сингла Hurra
- Треки 7, 8 с сингла Ein Schwein namens Männer
- Треки 9, 10 с сингла Goldenes Handwerk
- Треки 11-13 с сингла 1/2 Lovesong
- Треки 14-16 с сингла Rebell
- Треки 17, 18 с сингла Wie es geht
- Трек 19 с сингла Manchmal haben Frauen...
- Трек 20 с сингла Yoko Ono
- Треки 21, 22 с сингла Unrockbar
- Треки 23, 24 с сингла Deine Schuld
- Трек 25 с сингла Mein Baby war beim Frisör